# Taishōgoto

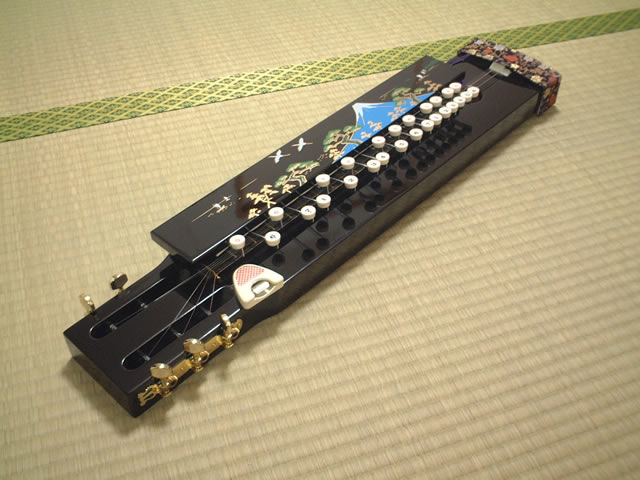
Taishōgoto

Taishōgoto (japanisch 大正琴) ist eine japanische Kastenzither mit fünf bis sechs Saiten, die über eine Tastatur verkürzt werden. Der Name taishōgoto (oder taishō-koto) geht auf die Taishō-Zeit von 1912 bis 1926 zurück, als das Instrument entwickelt wurde, und auf die Endung -goto für koto, eine japanische Wölbbrettzither. Die gelegentlich vorkommende Bezeichnung Nagoya-Harfe bezieht sich auf den ursprünglichen Herstellungsort Nagoya, wobei „Harfe“ nichts mit dem Instrumententyp Harfe zu tun hat. Die taishōgoto dient als Solo- oder Ensembleinstrument.

## Herkunft und Verbreitung
Die taishōgoto wurde 1912 vom Musiker Gorō Morita in Nagoya entwickelt. Dieser hatte vom ersten Ministerpräsidenten Japans ein Stipendium erhalten, ab 1906 zwei Jahre lang Musikinstrumente in Europa und den USA zu studieren und war anschließend auf die Idee gekommen, die Mechanik einer Schreibmaschine mit einem Instrument zu verbinden. In den 1920er Jahren verbreitete sich eine bulbultarang genannte Variante der taishōgoto von Mumbai ausgehend im Nordwesten Indiens und im Süden Pakistans. Mutmaßlich durch chinesische Einwanderer in den 1930er Jahren gelangte die taishōgoto auf die indonesische Insel Bali, wo ein nolin genanntes Instrument mit vier bis sechs Saiten und zwölf Tasten vor allem im Regierungsbezirk Tabanan vorkommt.

## Bauform
Die taishōgoto besteht aus einem langen Schallkörper mit darüber gespannten Saiten. Sie besitzt mehrere Wirbel, die zum Stimmen des Instruments dienen und denen einer Akustikgitarre sehr ähnlich sind. Die Saiten des Instruments werden jedoch nicht mit den Fingern auf das Griffbrett gedrückt, sondern durch schreibmaschinenähnliche Tasten, die an Metallsträngen über die Saiten führen. Diese Tasten werden mit der linken Hand bedient, während die rechte Hand mit einem Plektrum die Saiten anschlägt.
Das Instrument wird in verschiedenen Größen gebaut: Sopran, Alt, Tenor und Bass.

## Stimmung
Die taishōgoto wird meist mit fünf Saiten gebaut, das Sopran hat den Ton G als Bordunton, die folgende Melodiesaite wird ebenfalls auf den Ton G eingestimmt, die oberen drei Saiten zusammen eine Oktave höher, also ebenfalls auf G. Man verwendet in Europa meist Gitarrensaiten, die man dann etwas höher stimmt, die aber wegen der kürzeren Mensur dann in etwa die gleiche Saitenspannung haben. In der Musizierpraxis wird entweder die Bordunsaite demontiert oder kann bei Bedarf um einen Ganzton herauf- oder heruntergestimmt werden.